# Condado de White (Arkansas)
O Condado de White é um dos 75 condados do estado americano do Arkansas. Sua sede de condado é Searcy.
O condado possui uma área de 2 699 km² (dos quais 16 km² estão cobertos por água), uma população de 64 165 habitantes, e uma densidade populacional de 25 hab/km² (segundo o censo nacional de 2000).
O condado foi fundado em 23 de outubro de 1835.